# Astochia spinicauda
Astochia spinicauda är en tvåvingeart som först beskrevs av Wulp 1898.  Astochia spinicauda ingår i släktet Astochia och familjen rovflugor. Inga underarter finns listade i Catalogue of Life.